# Barcellona Pozzo di Gotto
Ej att förväxla med Barcelona.
Barcellona Pozzo di Gotto är en stad och kommun i storstadsregionen Messina, innan 2015 i provinsen Messina, i Sicilien i Italien. Kommunen hade 41 389 invånare (2017).